# Mozartov koncert 23. ožujka 1783.
Prijepis programa iz pisma od 29. ožujka 1783.
Die Stücke waren folgende:
Mozartov koncert 23. ožujka 1783. izveden je u bečkom Burgtheatru. Na koncertu su izvedena Mozartova nova i stara djela različitih žanrova. Mozart je vodio koncert i bio solist na klaviru. Ovo je bio prvi od šest koncerata koje je Mozart izveo u Beču u prvoj polovici 1783. godine, usto i prva njegova samostalna akademija u toj sali, čime je počela njegova uspješna karijera slobodnog glazbenika.

## Uvod
Nakon preseljenja iz Salzburga u Beč 1781. godine, Mozart je povodom korizmenih svečanosti izvodio godišnje akademije. Tako je 23. siječnja 1782. godine izveo ulomke iz Idomenea, Koncert za klavir i orkestar br. 5 u D-duru KV 175 s novokomponiranim Rondom KV 382 i jednom slobodnom fantazijom. Taj koncert, a naročito Rondo, naišao je na veliko oduševljenje publike te je nakon njega Mozart s organizatorom koncerta Philippom Jakobom Martinom u svibnju iste godine pokrenuo koncerte u Augartenu (barokni park u Beču).

## Program
Na korizmenoj akademiji 23. ožujka 1783. godine izvedene su isključivo Mozartove skladbe. Uz stara, predstavljena su i dva nova djela, prerađena Simfonija "Haffner", koja je u dva dijela izvedena na početku i na kraju akademije, i Koncert za klavir i orkestar br. 13 u C-duru KV 415. Na programu su također bili Koncert i Rondo u D-duru.
Gostujući solisti na akademiji bili su sopranistice Aloisia Lange i Therese Teyber te tenor Josef Valentin Adamberger. Mozart je nešto ranije kao gost nastupio na akademiji svoje šogorice Aloisije Lange 11. ožujka, a zatim 30. ožujka na akademiji Therese Teyber.
U pismu od 29. ožujka svom ocu Leopoldu Wolfgang je naveo sljedeći program akademije:
Simfonija "Haffner", D-dur (KV 385)
01. Allegro con spirito (1. stavak)
02. Andante (2. stavak)
03. Menuetto (3. stavak)
Idomeneo, Rè di Creta (KV 366)
04. Ilia: Se il padre perdei (arija iz 2. čina), pjevala Aloisia Lange
Koncert za klavir i orkestar br. 13 u C-duru (KV 415)
05. Allegro
06. Andante
07. Allegro
Scena i arija za sopran	(KV 369)
08. Misera, dove son! - Ah! Non son’ io che parlo, pjevao Josef Valentin Adamberger
Serenada "Poštanski rog" u D-duru (KV 320)
09. Concertante-Andante grazioso (3. stavak)
Koncert za klavir i orkestar br. 5 u D-duru (KV 175)
10. Allegro (1. stavak)
11. Andante ma un pocco adagio (2. stavak)
Rondo za klavir i orkestar u D-duru (KV 382) (zamjena za 3. stavak gornjeg koncerta)
12. Rondo
Lucio Silla (KV 135)
13. Giunia: Parto, m’affretto, (arija iz 2. čina), pjevala Therese Teyber
14. Ovdje je Mozart svirao "sam malu fugu dok je car bio tu" (njem. alleine eine kleine Fuge, weil der kayser da war) (nepoznata skladba)
6 Varijacija za klavir (improvizirano na koncertu) (KV 398)
15. Salve tu, Domine, tema iz opere I filosofi immaginarii Giovannija Paisiella
10 Varijacija za klavir (KV 455)
17. Unser dummer Pöbel meint, tema iz opere La Rencontre imprévue Christopha Willibalda Glucka
Arija za sopran (KV 416)
17. Mia speranza adorata! – Ah, non sai, qual pena sia il doverti, pjevala Aloisia Lange (Mozart je napisao ariju za njenu planiranu akademiju u lipnju iste godine)
Simfonija "Haffner", D-dur (KV 385)
18. Presto (4. stavak)

## Uspjeh
Prema pisanju tadašnjeg Hamburškog časopisa "Magazin der Musik", koncert je izvanredno primljen kod publike. Koncert je bio rasprodan i doživio je veliki financijski i umjetnički uspjeh. Među publikom je bio i austrijski car Josip II., koji je za ulaznicu dao 25 dukata (112 guldena). Bruto prihod bio je 1600 guldena, od koga je Mozart trebao platiti troškove održavanja koncerta.
U pismu od 29. ožujka Mozart je pisao ocu o uspjehu koncerta, gdje između ostalog navodi da je sala bila prepuna, sve lože rasprodane, a da mu je najdraže što je Kajzer nazočio koncertu i gromoglasno aplaudirao.

## Kasnija izvođenja
Program koncerta reproduciran je i u novije vrijeme:
- Lincolnov centar je 1991. godine organizirao obilježavanje 200. obljetnice Mozartove smrti. Njujorška filharmonija je 27. siječnja 1991. otvorila manifestaciju reprodukcijom koncerta iz 1783. godine. Dirigent je bio Zubin Mehta.
- Orchestre de Chambre de Lausanne (Kamerni orkestar Lausanne) je 6.veljače 2006. godine izveo program u sklopu manifestacije Bečkog udruženja ljubitelja glazbe (Gesellschaft der Musikfreunde in Wien) u dvorani Bečkog glazbenog društva (Wiener Musikverein). Orkestar je vodio i bio solist na klaviru Christian Zacharias, a sopranistica je bila Rachel Harnisch.

## Napomene
1. ↑  Podatci iz pisma prošireni su detaljima o izvedenim djelima i objašnjenjima.
2. ↑  Po napomenama u Köchelovim katalozima (KV1 str. 304 i KV6 str. 377) Scenu i ariju za sopran KV 369 na koncertu 23. ožujka 1783. pjevao je Adamberger, što je navedeno u Mozartovom pismu: 4. sang Adamberger die Scene für die Baumgarten - Mozart je Scenu i ariju 1781. naslovio Baumgartische aria ili Aria für die Baumgarten (arija za groficu Baumgarten).
3. ↑  Ilustracija vrijednosti: 100 dukata = 450 guldena. Mozart je kao učitelj glazbe godišnje zarađivao oko 450 guldena, a tolika mu je bila uobičajena tarifa za prodaju opera izdavačima.